# Jan Hendrik Deurvorst
Jan Hendrik Deurvorst, (Doesburg 27 december 1749 - Terborg 24 september 1833), was wijnkoper in Terborg, politicus (1795) en fungerend schout van Wisch (1822-1825).

## Biografie
Jan Hendrik Deurvorst,  zoon van Gerrit (Gerhardus) Deurvorst, bierbouwer te Doesburg, was de stichter van wijnkoperij fa. J.H. Deurvost en Zoon te Terborg. Hij trouwt op 3 november 1775 in Terborg met Harmina Pierik, (Silvolde 16 maart 1752 - Terborg 19 november 1812), dochter van Lucas Pierik en Wijnanda Wijnholts. Het echtpaar krijgt een zoon en twaalf kleinkinderen.
In december 1822 overlijdt de ervaren schout Jan Hendrik Pliester. Kennelijk is er niet direct een opvolger voorhanden, want besloten wordt om de dan 73-jarige Jan Hendrik Deurvorst te benoemen tot fungerend (interim/waarnemend) schout. Daarbij zal het volgende hebben meegespeeld:
- Deurvorst wist van aanpakken: hij had in zijn leven een succesvolle wijnkoperij opgezet in Terborg;
- Hij had de tijd, want zijn zoon Gerrit Jan Deurvorst was hem opgevolgd in de zaak;
- Hij was in 1795 lid van de Provisionele Representanten van het kwartier van Zutphen; hij had dus enige politieke en bestuurlijke ervaring;
- Hij woonde tegenover het toenmalige gemeentehuis.

Op 14 juli 1825 legt een grote brand 31 woningen, 3 schuren en de RK-kerk in de as. Het gemeentebestuur o.l.v. Deurvorst richt dan een comité van raadsleden op ter ondersteuning van allen, die door dit onheil getroffen zijn.
In hetzelfde jaar 1825, op 76-jarige leeftijd, legt hij zijn functie als fungerend schout neer. Hij wordt opgevolgd door de notaris Gerhardus A.S. Dericks. Deurvorst leeft nog bijna acht jaar tot zijn overlijden in 1833. 